# 李海峥
李海峥，中国人民大学特聘教授，美国科罗拉多大学经济学博士。主要研究领域包括劳动经济学、应用计量经济学和中国经济，尤其关注人力资本研究。李海峥曾入选2011年度中国教育部长江学者特聘教授，还担任《中国经济评论》编委顾问会委员，曾主持欧盟课题与中国国家自然基金课题。